# Roki-Tunnel

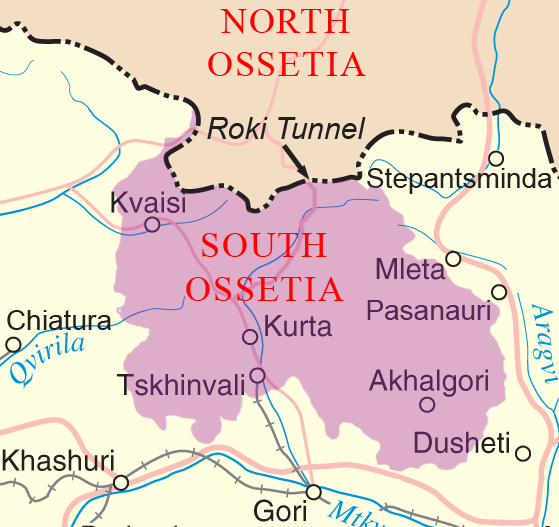
Lage des Roki-Tunnels

Der Roki-Tunnel (russisch Ро́кский тонне́ль/Rokski tonnel; georgisch როკის გვირაბი/Rokis gwirabi, ossetisch: Ручъы тъунел) ist ein Straßentunnel durch den Hauptkamm des Großen Kaukasus. 

## Beschreibung
Diese bauliche Anlage wurde 1985 fertiggestellt und liegt auf 2000 m bis 2100 m Höhe und verbindet Nordossetien-Alanien in Russland mit Südossetien in Georgien.
Zum Zeitpunkt der Inbetriebnahme war der Roki-Tunnel der längste Straßentunnel in der Sowjetunion. Er hat eine Länge von 3,73 Kilometern (nach anderen Quellen 3,66 Kilometer). Der Verkehr wird durch eine Röhre mit zwei Fahrspuren geführt. Der russische Tunnelausgang befindet sich in einer Höhe von rund 2000 m, der georgische bei etwa 2100 m. Der unterquerte Kaukasuskamm erreicht dort eine Höhe von 3100 m.
Der Tunnel ist ein Bestandteil der Transkaukasischen Fernstraße. Die südossetischen Behörden erheben für das Befahren des Tunnels eine Maut. Im Winter und Frühjahr kommt es immer wieder zu Lawinenabgängen und Erdrutschen, die die Tunnelausgänge versperren. 2002 errichtete Russland eine 1,6 Kilometer lange Konstruktion gegen Lawinen vor dem Tunnel.
Der Grenzübergang im Tunnel kann wegen des Südossetien-Konflikts von Georgien nicht überwacht werden und war zwischen 1992 und 2008 bei Schmugglern sehr beliebt. Im Verlauf des Kaukasuskriegs 2008 erlitt das Bauwerk erhebliche Beschädigungen. Für eine grundhafte Instandsetzung blieb die Hauptröhre vom 24. April 2012 bis Anfang November 2014 geschlossen und der Verkehr verlief über den Servicetunnel. Die Reparaturarbeiten kosteten etwa 400 Millionen US-Dollar, in deren Verlauf auch der parallele Servicetunnel fertiggestellt werden konnte.

## Kampfhandlungen im August 2008
Die separatistischen Bestrebungen in Südossetien seit den 1990er Jahren waren von einem schwelenden politischen und zunehmend militanten Konflikt begleitet. Im August 2008 kam es zwischen südossetischen Milizen und den Streitkräften Georgiens zu einem Anstieg bewaffneter Auseinandersetzungen, in deren Verlauf Personen zu Tode kamen und erheblicher Sachschaden eintrat. Die georgische Regierung verfolgte mit ihrem Vorgehen zwei Ziele: den bewaffneten Widerstand der südossetischen Separatisten zu brechen und den Roki-Tunnel zu schließen, weil man in diesem Verkehrsweg einen unkontrollierbaren Korridor für den Handel mit Drogen, Falschgeld und Waffen vom Gebiet Südossetiens erkannt hatte. In den Mittagsstunden des 8. August 2008 gab der georgische Präsident bekannt, dass die Armee den „größten Teil Südossetiens befreit“ hätte. Dabei wurde der Ort Zchinwali, das südossetische Verwaltungszentrum, von der georgischen Luftwaffe bombardiert. Russland nutzte diese Lage zu einer massiven Invasion in Georgien, die sich mit Landstreitkräften durch den Roki-Tunnel entwickelte und zeitlich parallel in der georgischen Region Abchasien ausweitete.
Ungefähr sieben Stunden nach den georgischen Angriffen bewegten sich umfangreiche russische Militäreinheiten durch den Tunnel, die in den folgenden zwei Tagen mit Panzern die georgischen Militärs in und um Zchinwali angriffen. Am 10. August hatte das russische Militär hier die Oberhand gewonnen. Dessen Bodenoffensive erhielt durch die russische Luftwaffe im Umfeld der Bodenkämpfe Unterstützung. Die Luftangriffe erstreckten sich darüber hinaus tief in das Kernland Georgiens und betrafen die Orte Gori, Poti, Senaki und Vaziani.
Proteste von Georgiern an der international nicht anerkannten Grenze von Südossetien im Jahre 2008 machten die sich südlich des Tunnelportals ausgeweitete Einflusssphäre Russlands zum Thema. Während der fünf Tage andauernden Invasion Russlands in Georgien wurden mehrere georgische Dörfer in Südossetien zerstört.